# Oxindol
Oxindolul (denumit și 2-indolonă) este un compus organic heterociclic aromatic derivat de indol. Prezintă 2 forme tautomere: enolică (în care gruparea OH este legată de un C dintr-o legătură dublă) și forma cetonică. Tautomerul hidroxilic se numește indoxil:

## Sinteză

### SintezaStolle
Reacția se desfășoară pe pacursul mai multor etape, însă poate fi împărțită în 2 pași:
- formarea unei amide substituite
- alchilarea acestui compus printr-o reacție Friedel-Crafts

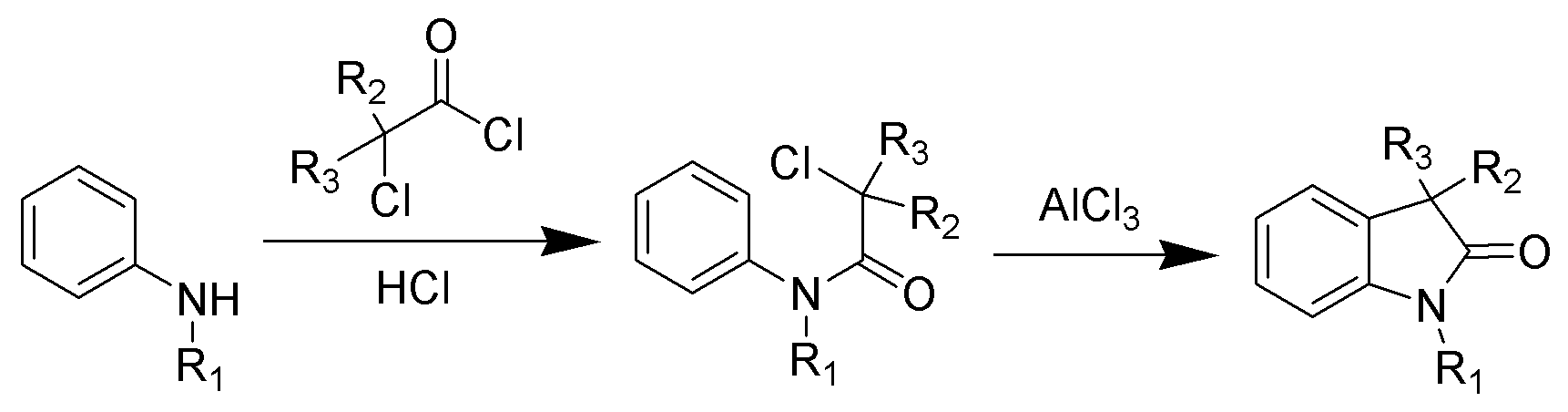
Reacţia foloseşte drept reactanţi anilina (sau un derivat substituit al acesteia) și o clorură acidă a α-haloacid

O variantă a acestei sinteze a fost pusă la punct de Julian și Pikl și Wantz în 1935.

### Sinteza Hinsberg

Reacţia foloseşte drept reactanţi anilina (sau derivat substituit) şi sarea disodică a acidului 1,2diol, 1,2disulfonic.

## Proprietăți fizico-chimice
Se prezintă sub forma unor cristale incolore, care, datorită tautomeriei, au proprietatea de a forma săruri cu metalele alcaline.
Reacționează cu acidul azotos formând izonitrozoderivați, și cu aldehidele aromatice, cu care formează compuși colorați.